# Rafał Pastwa
Rafał Jakub Pastwa (ur. w 1980 w Opolu Lubelskim) – polski medioznawca, poeta, prozaik,teolog i dziennikarz, duchowny rzymskokatolicki, doktor nauk teologicznych, doktor habilitowany w dyscyplinie nauki o komunikacji społecznej i mediach.

## Życiorys
Założyciel fundacji na rzecz osób dotkniętych chorobą nowotworową i ich bliskich „Za Bramą”. Autor kampanii profilaktycznych i promotor działań mających zwiększyć świadomość kobiet w odniesieniu do badań cytologicznych i mammograficznych w województwie lubelskim i w Polsce wschodniej. Założyciel klubu sportowego z sekcją boksu „Za Bramą”. Członek i były prezes zarządu katolickiego Stowarzyszenia „Agape”. Były członek Lubelskiego Okręgowego Związku Bokserskiego. Aktywny członek Komisji Bioetycznej przy okręgowej Izbie Lekarskiej w Lublinie, Polskiego Towarzystwa Komunikacji Społecznej oraz Zespołu Interdyscyplinarnego ds. Przeciwdziałania Przemocy przy Prezydencie Miasta Lublin. Jest duszpasterzem środowisk twórczych archidiecezji lubelskiej, prezesem Stowarzyszenia Działań Twórczych Angelus i przewodniczącym Kapituły Nagrody Angelus. W 2013 uzyskał stopień doktora nauk teologicznych na Katolickim Uniwersytecie Lubelskim na podstawie rozprawy pt. Początki polskiej bioetyki inspiracji personalistycznej na tle rozwoju bioetyki amerykańskiej. Został adiunktem w Instytucie Dziennikarstwa i Zarządzania na Wydział Nauk Społecznych Katolickiego Uniwersytetu Lubelskiego. Jest doktorem habilitowanym w dyscyplinie nauki o komunikacji społecznej i mediach.
Autor publikacji literackich: Razem z mamą, Za drugą bramą, Pokój mojej samotności, Ipilimumab, Zrost, Zgrzyt oraz powieści dystopijnej Nadchodzi Nic, a także autor i współautor książek naukowych: Ekologia w komunikowaniu religijnym, Pedagogiczne i medioznawcze aspekty przeciwdziałania przemocy, W imię postępu i przetrwania. Początki polskiej bioetyki inspiracji personalistycznej na tle rozwoju bioetyki amerykańskiej oraz Chrystus zwyciężający szatana. Mt (4, 1–11), artykułów naukowych oraz książek edukacyjno-profilaktycznych dla dzieci Pan Kiciuś i Pan Kiciuś na wakacjach.

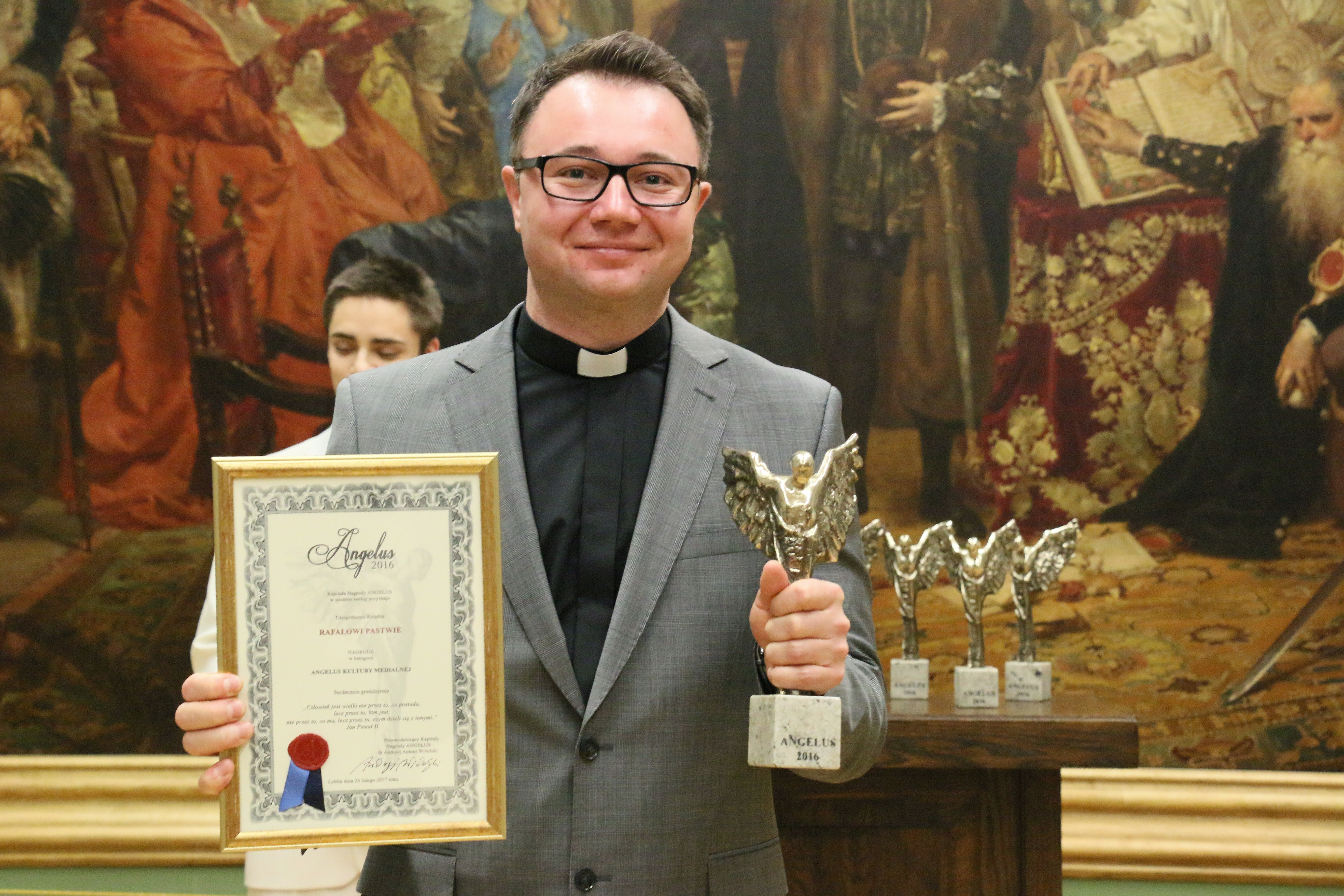
Rafał J. Pastwa po odebraniu „Angelusa lubelskiego” w dziedzinie kultury medialnej za 2016 r.

Od lipca 2013 r. do września 2023 r. był dziennikarzem, fotoreporterem i kierownikiem lubelskiej redakcji „Gościa Niedzielnego”. Aktywny w przestrzeni medialnej i społecznej. Jest laureatem nagrody „Angelus lubelski” w dziedzinie kultury medialnej za 2016 r. W pracy naukowej koncentruje się m.in. na komunikowaniu religijnym, dialogu w społeczeństwie postsekularnym, oraz somatycznej solidarności w kontekście rozwoju technologii i relacjach człowiek inne zwierzęta w mediach. Kieruje grantem naukowym Kreatywny twórca przyszłości. Być sprytniejszym od chatbota.  